# Hemiberlesia massonianae
Hemiberlesia massonianae är en insektsart som beskrevs av Tang 1984. Hemiberlesia massonianae ingår i släktet Hemiberlesia och familjen pansarsköldlöss. Inga underarter finns listade i Catalogue of Life.